# Night of a Thousand Candles
Night of a Thousand Candles ist ein Musikalbum der britischen Folk-Punk-Band The Men They Couldn’t Hang, das 1985 veröffentlicht wurde.

## Geschichte
Im Booklet des Albums werden die Bandmitglieder nur mit Vor- bzw. Spitznamen gelistet (Cush, Swill, Paul, Jon, Shanne).
Als Singleauskopplungen erschienen Green Fields of France (1984, mit den B-Seiten The Men They Couldn’t Hang und Hush Little Baby), Ironmasters (1985, mit den B-Seiten Donald Where’s Your Troosers? und Rawhide) und das nicht auf der LP enthaltene Greenback Dollar (1985, mit den B-Seiten The Bells, A Night To Remember und Hell Or England).
Night of a Thousand Candles erreichte Platz 91 in den britischen Album-Charts, Green Fields Of France erreichte durch Airplay in der John Peel Show auf BBC einen hohen Bekanntheitsgrad und platzierte sich sofort in den Britischen Indie-Charts. Die Single erreichte später in den Festive Fifty den vierten Platz. Der Song beschreibt die Gedanken des Sängers, als er bei dem Grab eines im Ersten Weltkrieg gefallenen Soldaten sitzt.
Die letzte Strophe des Songs Ironmasters, in der die britische Premierministerin Margaret Thatcher als Iron Bastard bezeichnet wurde, wurde in der Single-Version des Liedes zensiert, damit sich die Band die Chance für Radioairplay nicht komplett verbaute. The Men They Couldn't Hang machten ihre politisch linke Gesinnung mit Songs wie Ironmasters eindeutig, auch in späteren Werken der Gruppe ist eine Ablehnung des Thatcherismus zu bemerken.
Night Of A Thousand Candles ist das einzige Studioalbum der Gruppe, das auf dem Demon Label erschienen ist, schon für das nächste Album, How Green Is the Valley wechselte die Band zu MCA.

## Titelliste
| Nr. | Titel                                    | Leadgesang   | geschrieben von | Länge |
| --- | ---------------------------------------- | ------------ | --------------- | ----- |
| 1.  | "The Day After"                          | Odgers       | Odgers          | 2:41  |
| 2.  | "Jack Dandy"                             | Odgers       | Simmonds        | 2:24  |
| 3.  | "A Night To Remember"                    | Odgers       | Simmonds        | 3:14  |
| 4.  | "Johnny Come Home"                       | Odgers       | Simmonds        | 2:26  |
| 5.  | "Green Fields of France (No Man´s Land)" | Cush         | Bogle           | 6:29  |
| 6.  | "Ironmasters"                            | Odgers, Cush | Simmonds        | 4:11  |
| 7.  | "Hush Little Baby"                       | Odgers       | Simmonds        | 4:23  |
| 8.  | "Walking Talking"                        | Odgers       | Simmonds        | 2:25  |
| 9.  | "Kingdom Come"                           | Odgers       | Odgers          | 3:09  |
| 10. | "Scarlett Ribbons"                       | Cush         | Odgers          | 5:55  |

### Wiederveröffentlichung
| Nr. | Titel                                    | Leadgesang   | geschrieben von                | Länge |
| --- | ---------------------------------------- | ------------ | ------------------------------ | ----- |
| 1.  | "The Day After"                          | Odgers       | Odgers                         | 2:41  |
| 2.  | "Jack Dandy"                             | Odgers       | Simmonds                       | 2:24  |
| 3.  | "A Night To Remember"                    | Odgers       | Simmonds                       | 3:14  |
| 4.  | "Johnny Come Home"                       | Odgers       | Simmonds                       | 2:26  |
| 5.  | "Green Fields of France (No Man´s Land)" | Cush         | Bogle                          | 6:29  |
| 6.  | "Ironmasters"                            | Odgers, Cush | Simmonds                       | 4:11  |
| 7.  | "Hush Little Baby"                       | Odgers       | Simmonds                       | 4:23  |
| 8.  | "Walking Talking"                        | Odgers       | Simmonds                       | 2:25  |
| 9.  | "Kingdom Come"                           | Odgers       | Odgers                         | 3:09  |
| 10. | "Scarlett Ribbons"                       | Cush         | Odgers                         | 5:55  |
| 11. | "Greenback Dollar"                       | Cush         | Axton                          | 2:37  |
| 12. | "The Bells"                              | Cush         | Simmonds                       | 2:19  |
| 13. | "Hell Or England"                        | Cush         | Gaston                         | 1:42  |
| 14. | "The Men They Couldn’t Hang"             | Odgers       | Odgers, Cush, Hasler, Simmonds | 2:27  |
| 15. | "Donald Where’s Your Troosers?"          | Cush         | traditionell                   | 2:01  |
| 16. | "Rawhide"                                | Odgers, Cush | Washington, Tomkin             | 2:19  |

## Rezeption
| Medium       | Rating                                                                            | Kritiker   |
| ------------ | --------------------------------------------------------------------------------- | ---------- |
| Allmusic     | Sternsymbol · Sternsymbol · Sternsymbol · Sternsymbol · Sternsymbol               | Thom Owens |
| Musikexpress | Sternsymbol · Sternsymbol · Sternsymbol · Sternsymbol · Sternsymbol · Sternsymbol | -          |
| Sputnikmusic | Sternsymbol · Sternsymbol · Sternsymbol · Sternsymbol · Sternsymbol               | -          |

Thom Owens vom Allmusic-Guide schrieb in seiner Rezension:
"(...) The Men They Couldn't Hang come across a bit like the Pogues, but without the slurred sloppiness or Shane MacGowan's vulgar wit. Instead, the group relies on straight-ahead rock and unadorned folk, which are tied together by their compassionate working-class stance and passionate playing."
"(...) The Men They Couldn't Hang ähneln den Pogues, aber ohne die Schlampigkeit oder Shane MacGowans vulgären Witz. Stattdessen vertraut die Gruppe auf direkten Rock und ungeschminkten Folk, die von ihrer mitfühlenden Haltung zur Arbeiterklasse und ihrem leidenschaftlichen Spiel zusammengebunden werden"
Owens bewertete das Album mit vier von fünf Sternen.